# Ctenitis thelypteroides
Ctenitis thelypteroides är en träjonväxtart som beskrevs av Alan Reid Smith. Ctenitis thelypteroides ingår i släktet Ctenitis och familjen Dryopteridaceae. Inga underarter finns listade.